# Кубок трёх наций 1996
Кубок трёх наций 1996 (англ. Tri Nations 1996) — 1-й розыгрыш Кубка трёх наций, ежегодного турнира по регби-15 между командами Австралии, Новой Зеландии и ЮАР. Проходил с 6 июля по 10 августа 1996 года. Победителем стала Новая Зеландия, также выигравшая Кубок Бледислоу. В ЮАР турнир назывался (по имени спонсора) Winfield Tri Nations.

## Регламент
Команды проводят по две игры (одну дома, другую в гостях) с каждым из соперников. Побеждает команда, набравшая большее количество очков. Помимо очков за победу и ничью, можно, при выполнении определённых условиях, заработать бонусные очки:
- 4 очка за победу
- 2 очка за ничью
- 0 очков за поражение
- 1 очко за четыре или более занесённые командой попытки в матче, вне зависимости от конечного результата игры (бонус в атаке)
- 1 очко за проигрыш в матче с разницей в семь или менее очков (бонус в защите)

## Результаты

### Итоговое положение команд
| Место | Команда        | Игры | Игры | Игры | Игры | Игровые очки | Игровые очки | Игровые очки | Бонусные очки | Бонусные очки | Всего очков |
| Место | Команда        | И    | В    | Н    | П    | +            | −            | ±            | А             | З             | Всего очков |
| ----- | -------------- | ---- | ---- | ---- | ---- | ------------ | ------------ | ------------ | ------------- | ------------- | ----------- |
| 1     | Новая Зеландия | 4    | 4    | 0    | 0    | 119          | 60           | +59          | 1             | 0             | 17          |
| 2     | ЮАР            | 4    | 1    | 0    | 3    | 70           | 84           | -14          | 0             | 2             | 6           |
| 3     | Австралия      | 4    | 1    | 0    | 3    | 71           | 116          | -45          | 0             | 2             | 6           |

### Матчи

#### Первый матч
| 6 июля 1996 18:35 (UTC+12) | Новая Зеландия                                                                                          | 43:6 (25:6) | Австралия          | «Атлетик Парк», Веллингтон Зрителей: 39 523 - 40 000 Судья: Эд Моррисон Помощники судьи: Тони Спредбари, Стюарт Пирси |
| 6 июля 1996 18:35 (UTC+12) | Попытки: М. Джонс, Каллен, Маршалл, З. Брук, Уилсон, Лому Реализации: Мертенс (2) Штрафные: Мертенс (3) |             | Штрафные: Барк (2) | «Атлетик Парк», Веллингтон Зрителей: 39 523 - 40 000 Судья: Эд Моррисон Помощники судьи: Тони Спредбари, Стюарт Пирси |

#### Второй матч
| 13 июля 1996 19:35 (UTC+10) | Австралия                                                | 21:16 (11:3) | ЮАР                                                                  | «Сиднейский футбольный стадион», Сидней Зрителей: 41 850 Судья: Тони Спредбари |
| 13 июля 1996 19:35 (UTC+10) | Попытки: Рофф, Хоран Реализации: Барк Штрафные: Барк (3) |              | Попытки: Хендрикс Реализации: Хониболл Штрафные: Хониболл (2), Жубер | «Сиднейский футбольный стадион», Сидней Зрителей: 41 850 Судья: Тони Спредбари |

#### Третий матч
| 20 июля 1996 18:35 (UTC+12) | Новая Зеландия        | 15:11 (6:8) | ЮАР                                   | «Ланкастер Парк», Крайстчерч Зрителей: 38 000 - 39 000 Судья: Рэй Мегсон Помощники судьи: Кен Маккартни, Джим Флеминг |
| 20 июля 1996 18:35 (UTC+12) | Штрафные: Мертенс (5) |             | Попытки: Жубер Штрафные: Странски (2) | «Ланкастер Парк», Крайстчерч Зрителей: 38 000 - 39 000 Судья: Рэй Мегсон Помощники судьи: Кен Маккартни, Джим Флеминг |

#### Четвёртый матч
| 27 июля 1996 19:35 (UTC+10) | Австралия                                | 25:32 (16:9) | Новая Зеландия                                                       | «Санкорп Стэдиум» (или «Бэллимор Стэдиум»), Брисбен Зрителей: 39 000 - 40 000 - - 40 167 Судья: Джим Флеминг Помощники судьи: Рэй Мегсон, Кен Маккартни |
| 27 июля 1996 19:35 (UTC+10) | Попытки: Барк, Греган Штрафные: Барк (5) |              | Попытки: Банс, Маршалл Реализации: Мертенс (2) Штрафные: Мертенс (6) | «Санкорп Стэдиум» (или «Бэллимор Стэдиум»), Брисбен Зрителей: 39 000 - 40 000 - - 40 167 Судья: Джим Флеминг Помощники судьи: Рэй Мегсон, Кен Маккартни |

#### Пятый матч
| 3 августа 1996 17:00 (UTC+2) | ЮАР                                                           | 25:19 (16:3) | Австралия                                              | «Водаком Парк», Блумфонтейн Зрителей: 38 000 Судья: Брайан Стирлинг |
| 3 августа 1996 17:00 (UTC+2) | Попытки: Странски Реализации: Странски Штрафные: Странски (6) |              | Попытки: Тюн Реализации: Илес Штрафные: Барк, Илес (3) | «Водаком Парк», Блумфонтейн Зрителей: 38 000 Судья: Брайан Стирлинг |

#### Шестой матч
| 10 августа 1996 17:00 (UTC+2) | ЮАР                                                                       | 18:29 (15:6) | Новая Зеландия                                                      | «Норвич Парк Ньюсландс», Кейптаун Зрителей: 51 000 Судья: Дэвид Макхаг Помощники судьи: Брайан Стирлинг, Гордон Блэк |
| 10 августа 1996 17:00 (UTC+2) | Попытки: Малдер, дю Рандт Реализации: Странски (1) Штрафные: Странски (2) |              | Попытки: Осборн, Доуд Реализации: Мертенс (2) Штрафные: Мертенс (5) | «Норвич Парк Ньюсландс», Кейптаун Зрителей: 51 000 Судья: Дэвид Макхаг Помощники судьи: Брайан Стирлинг, Гордон Блэк |

| Кубок трёх наций 1996 Победитель |
| -------------------------------- |
| Флаг Новой Зеландии              |
| Новая Зеландия 1-й раз           |